# Elegy (Band)
Elegy ist eine niederländische Power- und Progressive-Metal-Band aus Eindhoven, die im Jahr 1986 gegründet wurde.

## Geschichte
Die Band wurde im Jahr 1985 von Gitarrist Henk van der Laars als namenloses Projekt gegründet. Kurze Zeit später stießen Schlagzeuger Gerry und Sänger Theo zur Besetzung. Als zweiter Gitarrist kam etwas später Arno van Brussel zur Band. Gerry und Theo wurden schon bald durch Schlagzeuger Bert Burgers und Sänger Chris Terheijden ersetzt. Terheijden gab der Band, inspiriert durch das Buch The Legend of Elegy, den Namen Elegy. Währenddessen waren sie bereits mitten in den Aufnahmen zum ersten Demo Matricide im Jahr 1986. Nachdem der Posten des Bassisten mehrfach wechselte, fand man mit Martin Helmantel, der eigentlich Gitarrist war, eine passende Besetzung.
Im Jahr 1987 nahm die Gruppe an einem Bandcontest teil, der vom Metal Hammer und von Polydor Records organisiert wurde. Dabei kam die Band über 450 Bewerbern unter die besten neun. Das Finale fand im April in Bochum statt, wobei die Band den Wettbewerb gewann. Im Jahr 1988 eröffnete die Band Konzerte von Gruppen wie Angel Witch, Paul Di’Anno’s Battlezone, Hellion und King Diamond. Währenddessen kam als neuer Schlagzeuger Ed Warby zur Besetzung. Zudem erschien im Jahr 1989 mit Elegant Solution ein weiteres Demo. Nachdem Chris Terheijden im Jahr 1990 durch den 17-jährigen Sänger Eduard Hovinga ersetzt wurde, erschien ein weiteres Demo Labyrinth of Dreams. Dadurch wurden Labels auf die Band aufmerksam. Ein Label finanzierte die Produktion eines weiteren Demos, auf dem die Lieder Guiding Light, All Systems Go und The Grand Change enthalten waren, jedoch entschied sich die Band gegen einen Vertrag mit dem Label.
Nach einigen Wochen wurde Metal Mike vom Aardschok-Magazin auf die Band aufmerksam, der der Band einen Vertrag mit Shark Records verschaffte. Im Jahr 1992 wurde das Debütalbum Labyrinth of Dreams aufgenommen und im Folgejahr veröffentlicht. Das Album erreichte den achten Platz in den japanischen Albumcharts. Währenddessen verließ Ed Warby die Band, um zusammen mit Gorefest aufzutreten, wodurch vorerst Serge Meeuwsen als Ersatz zur Band kam.
Nach einem Aufenthalt in Japan verließ Arno van Brussel die Band und wurde durch Gilbert Pot ersetzt. Auch Schlagzeuger Serge Meeuwsen verließ die Band und wurde Ende 1993 durch Dirk Bruinenberg ersetzt. Während der letzten Wochen wurde außerdem Material für das Album Supremacy geschrieben. Nachdem sich Bruinenberg die Lieder in sechs Wochen beigebracht hatte, begab sich die Band eine Woche danach ins Studio. Während der Aufnahmen wurde Keyboarder Ton van de Stroom gefeuert, sodass Henk van der Laars und Gilbert Pot die meisten Keyboardaufnahmen einspielten. Van der Laars spielte außerdem auch einige Bassaufnahmen ein, da Bassist Martin Helmantel durch die Geburt seines Kindes abwesend war. Das Album wurde im Mai 1994 veröffentlicht. Nach einigen Auftritten zusammen mit Annihilator, Phantom Blue, The Gathering und Gorefest schrieb die Band bereits an neuem Material für ein weiteres Album.
Im April 1995 begannen die Aufnahmen zu Lost, nachdem Gerrit Hager als neuer Keyboarder begrüßt wurde. Das Album erschien im Sommer desselben Jahres weltweit. Nach einer Tour zusammen mit Yngwie Malmsteen verließen Sänger Hovinga, Keyboarder Hager und Gitarrist Pot die Band. Die verbliebenen Mitglieder Martin Helmantel, Henk van der Laars und Dirk Bruinenberg erreichten währenddessen einen Vertrag mit Modern Music Records. Nachdem einige Sänger angehört wurden, kam als neues Mitglied Ian Parry zur Besetzung. Zusammen nahmen sie alte Lieder in einer neuen Akustikversion auf. Die EP wurde im Jahr 1996 unter dem Namen Primal Instinct publiziert. Während der Aufnahmen arbeitete die Band bereits an neuen Lieder, sodass die Band nach der Veröffentlichung der EP das Studio erneut betrat, um das Album State of Mind aufzunehmen. Das Album erschien im Sommer 1997. Von dem Album wurden weltweit 40.000 Kopien abgesetzt. Um das Album zu bewerben, hielt die Band außerdem eine Tour durch Europa zusammen mit Stratovarius, wobei sie in zehn verschiedenen Ländern spielten. Zudem spielte Elegy auch Konzerte in Japan, so geschehen in Osaka und Tokio. Später im selben Jahr spielte die Band im italienischen Mailand auf dem Psycho-Festival.
Im Jahr 1998 in die deutschen Area 51 Studios, um das Konzeptalbum Manifestation of Fear aufzunehmen. Als neuer Keyboarder war darauf Chris Allister zu hören. Das Album erschien im Sommer desselben Jahres. Im September folgte eine Europatournee zusammen mit Kamelot. Nach der Tour legte die Band eine Pause ein. Anfang 1999 verließ Gründer Henk van der Laars die Band kurzzeitig, bis er ein paar Wochen später wieder zur Besetzung zurückkehrte. In den Folgemonaten arbeitete die Band am nächsten Album. Während der Arbeiten kam der Franzose Patrick Rondat als zweiter Gitarrist hinzu. Kurz darauf begannen die Aufnahmen zu Forbidden Fruit, vorher verließ van der Laars jedoch die Band endgültig. Dadurch spielte Rondat alle Gitarrenstücke auf dem Album ein. Das Album erschien im September 2000.
Da die Band nun den Drei-Albums-Vertrag mit Modern Music erfüllt hatte, war die Band wieder ohne Vertrag. Während die Band nach einem Label suchte, widmeten sich die Mitglieder anderen Projekten. Die Band erreichte einen Vertrag mit dem spanischen Label Locomotive Records und einen weiteren mit Marquee Records für den asiatischen Raum. Zu dieser Zeit arbeitete die Band am neuen Album Principles of Pain. Das Albumaufnahmen begannen im Januar 2002 in Madrid. Das Album wurde im April in Asien und Anfang Mai für den Rest der Welt veröffentlicht. Ein Videoclip wurde außerdem im niederländischen Den Bosch sowie in Aruba für das Titellied Principles of Pain aufgenommen. Nach der Veröffentlichung in Europa, stiegen die Verkaufszahlen auf 20.000 Stück nur in Europa an. Es folgte ein Auftritt auf dem spanischen Rock Machina-Festival am 26. Juli in Moncofa. Dies war der erste Auftritt mit dem neuen Gitarristen Patrick Rondat und Keyboarder Joshua Dutrieux. Zugleich war es der letzte Auftritt von Schlagzeuger Dirk Bruinenberg, welcher durch Bart Bisseling ersetzt werden sollte. Im Jahr 2003 folgten weitere Auftritte, wobei ein Konzert in Zeist das erste für Bruinenberg war. Danach spielte die Band auf verschiedenen Festivals in Frankreich (Hirson Festival), den Niederlanden (Bakel Streetrock Festival) und erstmals auch in den USA auf dem ersten Brave Words & Bloody Knuckles Six-Pack Weekend in Cleveland. Im selben Jahr spielte die Band außerdem auch auf dem ProgPower Europe in Baarlo.

## Stil
Die Band spielt eine technisch anspruchsvolle Mischung aus Power- und Progressive-Metal.

## Diskografie
- 1986: Demo'86 (Demo, Eigenveröffentlichung)
- 1987: Better Than Bells (Demo, Eigenveröffentlichung)
- 1988: The Elegant Solution (Demo, Eigenveröffentlichung)
- 1990: Labyrinth of Dreams (Demo, Eigenveröffentlichung)
- 1993: Labyrinth of Dreams (Album, Shark Records)
- 1994: Supremacy (Album, Noise Records)
- 1995: Lost (Album, Noise Records)
- 1996: Primal Instinct (EP, Modern Music Records)
- 1997: State of Mind (Album, Modern Music Records)
- 1998: Manifestation of Fear (Album, Modern Music Records)
- 2000: Forbidden Fruit (Album, Modern Music Records)
- 2002: Principles of Pain (Album, Marquee Records (Asien), Locomotive Records (weltweit))